# René Camard
René Baptiste Camard (* 8. Februar 1887 in Paris; † 16. März 1915 bei Carnoy) war ein französischer Fußballspieler.

## Karriere
Der im 7. Pariser Arrondissement geborene Camard übte neben dem Fußball eine Reihe anderer Sportarten wie Laufen, Gehen, Schießen, Schwimmen, Radfahren und Pelota aus. Fußball spielte er auf Vereinsebene für die Pariser Vereine Red Star und Association sportive française. 1912 führte Camard als Kapitän der AS Française seine Mannschaft zur Meisterschaft von Paris und in das Finale der USFSA-Meisterschaft gegen Stade Raphaëlois. Die Hauptstädter verloren das Spiel im Stade de Colombes mit 1:2 nach Verlängerung. Camard erzielte das Tor für die AS Française.
Nachdem Camard zum Militärdienst in das 129. Infanterie-Regiment in Le Havre eingezogen worden war, spielte er während dieser Zeit parallel für den Le Havre AC.
Am 21. April 1907 kam er beim 2:1 der französischen Nationalmannschaft im Freundschaftsspiel gegen Belgien zu seinem einzigen Länderspieleinsatz.

## Privatleben und Tod
Am 29. März 1913 heiratete Camard, der im Zivilleben als Handelsvertreter arbeitete, Inès Moreau auf dem Standesamt des 9. Arrondissements von Paris.
Bei Ausbruch des Ersten Weltkriegs trat der Unteroffizier Camard dem 329. Infanterie-Regiment bei. Am 28. August 1914 wurde er beim Rückzug der 1. Armee in Guise verwundet.
Camard fiel im Range eines Feldwebels am 16. März 1915 bei Carnoy. Postum wurde ihm das Croix de guerre 1914–1918 verliehen.